# Múnich
Múnich (en alemán: München, pronunciado /ˈmʏnçn̩/ⓘ; en austro-bávaro Minga) es la capital del estado federado de Baviera, la tercera ciudad de Alemania por número de habitantes después de Berlín y Hamburgo y la undécima de la Unión Europea.
Además, es la ciudad alemana donde más compañías del índice bursátil DAX se encuentran, siendo la región un importante motor económico de las industrias financiera, tecnológica, de automoción, y servicios. Entre las compañías con sede global en Múnich, destacan Allianz, BMW, BSH, FlixBus, Infineon, MAN, MTU, Munich RE, Osram, Sixt, el grupo Siemens, y TÜV SÜD. Con base en el reconocido estudio y listado de Mercer Países con mayor calidad de vida en el mundo en 2019, Múnich era la ciudad con mayor calidad de vida en Alemania, así como la tercera en el mundo, prominente posición mundial en la que en el mismo año coincidió el estudio Monocle’s Quality of Life 2019.
La ciudad se encuentra sobre el río Isar, al norte de los Alpes Bávaros. El lema de la ciudad es München mag Dich (A Múnich le gustas), si bien hasta 2006 era Weltstadt mit Herz («Ciudad cosmopolita con corazón»). Los colores oficiales de la ciudad son el negro y el oro, ambos colores del Sacro Imperio Romano Germánico desde tiempos del emperador Luis IV de Baviera.
El Múnich moderno es un centro financiero y editorial. En cuanto a innovación social y económica, la ciudad se encontraba en el décimo quinto lugar entre 289 ciudades según un estudio de 2010, y era la quinta ciudad alemana para el 2thinknow Innovation Cities Index basado en un análisis de 162 indicadores.

## Toponimia
El nombre de la ciudad proviene de los monjes benedictinos que la fundaron; de ahí que en su escudo aparezca un monje. En alemán, la ciudad se denomina München (pronunciado /ˈmʏnçən/ⓘ), mientras que en austro-bávaro se conoce como Minga (pronunciado [ˈmɪŋ(ː)ɐ]). Ambos topónimos derivan del vocablo Munichen en alto alemán antiguo, que significa «en el lugar de los monjes».
El nombre tradicional de la ciudad en español es Mónaco de Baviera, aunque este exónimo ha caído en desuso. La forma actual del topónimo en español, también exónimo, es Múnich (AFI: ['mu.nitʃ]). Posee la particularidad de contar con una «ch» final, algo ajeno al sistema fonológico español, que nace de los exónimos en inglés y francés. Por tanto, la pronunciación del exónimo es, etimológicamente, [ˈmunik], a través de la pronunciación del exónimo en inglés, o ['munitʃ], siguiendo las normas de pronunciación habituales del español. El gentilicio es «muniqués» y su plural, «muniqueses». El Diccionario panhispánico de dudas desaconseja la pronunciación con diptongo [ˈmiunik], propia del inglés.

## Historia

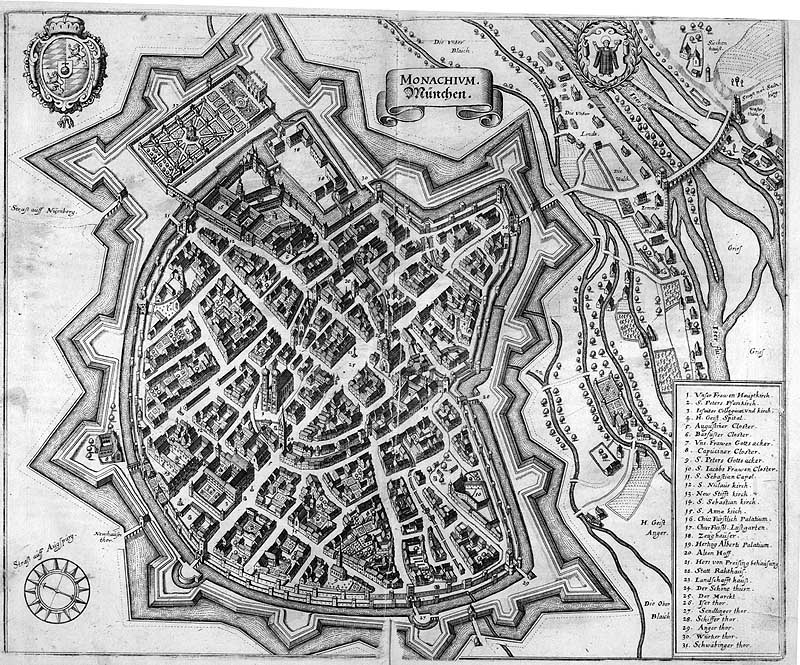
Mapa de Múnich en 1642

La ciudad de Múnich fue fundada por Enrique el León, duque de Baviera y Sajonia.
Después de un incendio, la ciudad fue reconstruida por el emperador del Sacro Imperio Romano Germánico. Durante la guerra de los Treinta Años, el rey de Suecia tomó la ciudad.

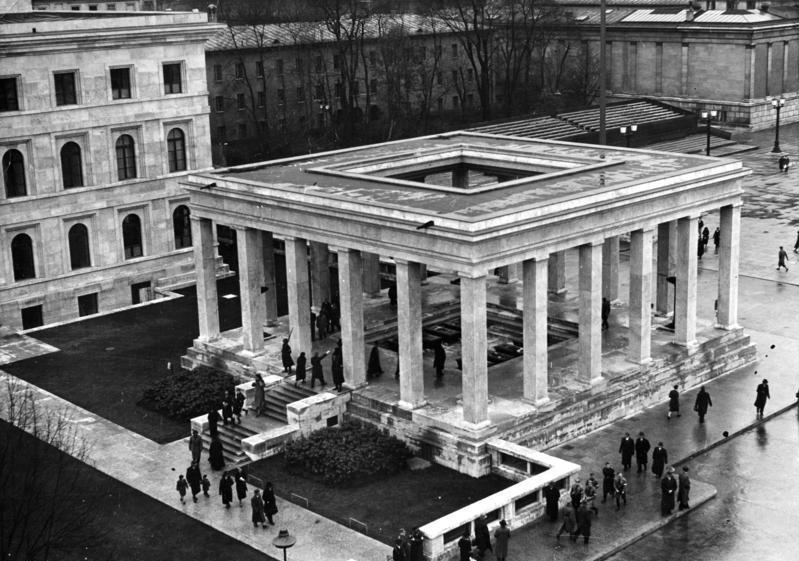
Múnich en el año 1936

A comienzos del siglo XIX la ciudad, al igual que el resto de Baviera, pasa a formar parte de la Confederación del Rin fomentada por Napoleón I. Tras el derrumbamiento del Imperio Napoleónico, Baviera se unió a la Confederación Germánica.
Durante los reinados de Maximiliano I, Luis I, Maximiliano II, Luis II y la regencia del príncipe Leopoldo, la arquitectura y las artes en la ciudad florecieron como nunca.
Después de la victoria alemana en la Guerra Franco-Prusiana, liderada por Otto von Bismarck, Baviera y con ella Múnich pasaron a integrar el Imperio alemán.
Al terminar la Primera Guerra Mundial, Múnich se convirtió en el foco de los principales movimientos que rechazaban las condiciones de paz que el Tratado de Versalles había impuesto a Alemania. En este contexto se llevó a cabo en 1923 el «Putsch de Múnich», levantamiento dirigido por Adolf Hitler.
En 1938, los representantes de Francia, Reino Unido y Alemania firmaron los Acuerdos de Múnich, por los que se cedían los Sudetes a Alemania.
En el transcurso de la Segunda Guerra Mundial, Múnich fue gravemente dañada. Sin embargo, en las décadas posteriores al conflicto se ha reconstruido cuidadosamente. Finalizada la guerra, Baviera se integró en la República Federal de Alemania.
En esta ciudad se realizó en 1962 una reunión de españoles críticos con el régimen franquista, denominada despectivamente Contubernio de Múnich.
La denominada masacre de Múnich en 1972, tuvo lugar durante la XX edición de los Juegos Olímpicos de verano. Ese día un comando de terroristas palestinos denominado Septiembre Negro asesinó a once integrantes del equipo olímpico de Israel. La tragedia fue vista en todo el mundo a través de la televisión.

## Demografía
La población de la ciudad de Múnich era de tan solo 24 000 habitantes en 1700, pero en los años posteriores se duplicó cada treinta años, y la población superó los 100 000 en 1852, cuando fue calificada como una gran ciudad (Großstadt) por las normas administrativas alemanas. En 1883 Múnich tenía una población cercana a los 250 000, que se duplicó a 500 000 en 1901, lo que hizo de Múnich la tercera ciudad más grande del Reich alemán después de Berlín y Hamburgo.
Los efectos físicos de la Segunda Guerra Mundial son claramente visibles. Hacia el final de la guerra, el 90 % del casco histórico había sido destruido en 73 incursiones aéreas y la mitad de la ciudad estaba en ruinas. Las estimaciones para el impacto de estas incursiones en la población ofrecen la cifra de 6000 muertos. En total, Múnich perdió el 34 % de su población, con 279 000 personas desplazadas a través de la evacuación, la migración, la deportación, y sin hogar a través de ataques aéreos. La población total se redujo de 829 000 en mayo de 1939 a 550 000 en mayo de 1945. El nivel de la población antes de la guerra no se recuperó hasta 1950.
Poco antes del 800.º aniversario de la ciudad, el 15 de diciembre de 1957, nació el residente un millón de la ciudad de Múnich, haciendo a Múnich la última en alcanzar la población de un millón entre las 70 primeras ciudades de todo el mundo. De acuerdo con la Oficina Nacional de Baviera de Estadísticas y Procesamiento de Datos, la cifra oficial de la población de Múnich fue 1 561 094 en marzo de 2021 (solo residencias principales y con los ajustes de otras oficinas nacionales).
El siguiente resumen muestra la población de acuerdo a los datos históricos locales, solo los residentes y excluyendo a aquellos que trabajan en su área.
| Gráfica de evolución demográfica de Múnich entre 1800 y actualidad |
|                                                                    |
| Fuente: Bavarian state office for statistics and data processing   |

## Gobierno y política

Distritos de Múnich
1.Altstadt-Lehel
2.Ludwigsvorstadt-Isarvorstadt
3.Maxvorstadt
4.Schwabing-West
5.Au-Haidhausen
6.Sendling
7.Sendling-Westpark
8.Schwanthalerhöhe
9.Neuhausen-Nymphenburg
10.Moosach
11.Milbertshofen-Am Hart
12.Schwabing-Freimann
13.Bogenhausen
14.Berg am Laim
15.Trudering-Riem
16.Ramersdorf-Perlach
17.Obergiesing
18.Untergiesing-Harlaching
19.Fürstenried-Solln
20.Hadern
21.Pasing-Obermenzing
22.Aubing
23.Allach-Untermenzing
24.Feldmoching-Hasenbergl
25.Laim

A Múnich le corresponde ser la sede del parlamento y gobierno bávaro por su condición de capital de Baviera. Además, también es capital de la región Oberbayern y de su distrito administrativo (Landkreis München). Otros órganos estatales de cobertura federal e internacional tienen igualmente su sede en la ciudad, como la Oficina Europea de Patentes o el Tribunal Federal de Finanzas (Bundesfinanzhof).
Tradicionalmente han dominado la política local los partidos de centroizquierda como el SPD, mientras que en Baviera suele gobernar la centroderecha, de la mano de la CSU. El actual alcalde de Múnich es el socialdemócrata Dieter Reiter.
Múnich se halla dividida en 25 distritos.

## Geografía

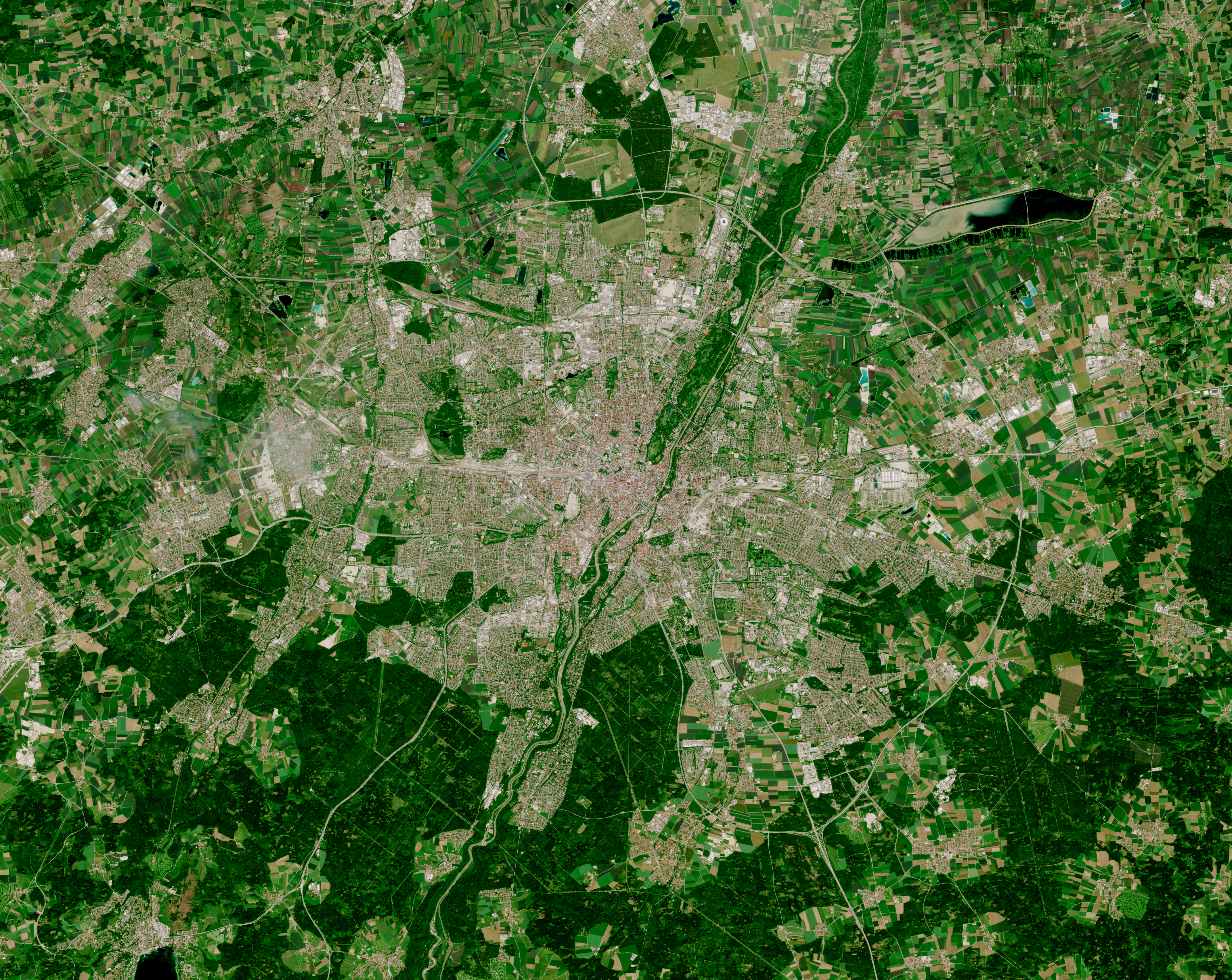
Mapa satelital de la ciudad

La ciudad es atravesada por el río Isar al sur de Alemania.
Su punto más alto es el Warnberg, situado en el décimo noveno distrito (Thalkirchen-Obersendling-Forstenried-Fürstenried-Solln), con una altura de 519 m. La cota más baja, de 492 m, se encuentra al norte, en el distrito de Feldmoching.
El río Isar discurre por la ciudad durante un total de 13,7 km, entrando por el sudoeste y abandonándola por el nordeste. En el río se hallan varias islas, como la Museumsinsel (Isla del Museo), llamada así porque en ella se encuentran el Deutsches Museum (museo de la Historia de la Ciencia y la Técnica Alemana), o la cercana Praterinsel.
Alrededor de la ciudad existen numerosos lagos, de los cuales se pueden destacar: el Ammersee, el Wörthsee y el Starnberger See.
En este último lago tiene su origen el río Würm, que juntamente con el Hachinger Bach y los diversos canales del río Isar bañan la ciudad. Pero aun así, la mayoría de las derivaciones del río Isar que pasaban por el centro fueron canalizadas o incluso desecadas a causa de las obras del metro y el ferrocarril.

### Clima
Múnich según la clasificación de Köppen, se halla en una zona de transición entre el clima templado húmedo (Cfb) y el clima húmedo continental (Dfb). fuertemente influido por su proximidad a los Alpes. La altitud de la ciudad y su proximidad a la orilla norte de los Alpes ocasiona un aumento de las precipitaciones durante buena parte del año.
Las tormentas vienen a menudo violentamente y de forma inesperada. El rango de temperatura entre el día y la noche puede ser extrema. Un viento cálido proveniente de los Alpes (Viento Föhn) puede aumentar las temperaturas bruscamente en pocas horas, incluso en invierno. Los inviernos duran de diciembre a marzo. Múnich tiene inviernos extremadamente fríos, sin embargo, en esta estación son muy escasas las precipitaciones en forma de lluvia. El mes más frío es enero con una temperatura promedio de 0,3 °C. Las nevadas suelen verse varias semanas durante el invierno. Los veranos en la ciudad de Múnich son suaves, con una temperatura máxima promedio de 24,4 °C en el mes más caluroso.
| Parámetros climáticos promedio de Múnich (Dreimühlenviertel), elevación: 515 m, normales 1981–2010, extremos 1954–presente | Parámetros climáticos promedio de Múnich (Dreimühlenviertel), elevación: 515 m, normales 1981–2010, extremos 1954–presente | Parámetros climáticos promedio de Múnich (Dreimühlenviertel), elevación: 515 m, normales 1981–2010, extremos 1954–presente | Parámetros climáticos promedio de Múnich (Dreimühlenviertel), elevación: 515 m, normales 1981–2010, extremos 1954–presente | Parámetros climáticos promedio de Múnich (Dreimühlenviertel), elevación: 515 m, normales 1981–2010, extremos 1954–presente | Parámetros climáticos promedio de Múnich (Dreimühlenviertel), elevación: 515 m, normales 1981–2010, extremos 1954–presente | Parámetros climáticos promedio de Múnich (Dreimühlenviertel), elevación: 515 m, normales 1981–2010, extremos 1954–presente | Parámetros climáticos promedio de Múnich (Dreimühlenviertel), elevación: 515 m, normales 1981–2010, extremos 1954–presente | Parámetros climáticos promedio de Múnich (Dreimühlenviertel), elevación: 515 m, normales 1981–2010, extremos 1954–presente | Parámetros climáticos promedio de Múnich (Dreimühlenviertel), elevación: 515 m, normales 1981–2010, extremos 1954–presente | Parámetros climáticos promedio de Múnich (Dreimühlenviertel), elevación: 515 m, normales 1981–2010, extremos 1954–presente | Parámetros climáticos promedio de Múnich (Dreimühlenviertel), elevación: 515 m, normales 1981–2010, extremos 1954–presente | Parámetros climáticos promedio de Múnich (Dreimühlenviertel), elevación: 515 m, normales 1981–2010, extremos 1954–presente | Parámetros climáticos promedio de Múnich (Dreimühlenviertel), elevación: 515 m, normales 1981–2010, extremos 1954–presente |
| Mes | Ene. | Feb. | Mar. | Abr. | May. | Jun. | Jul. | Ago. | Sep. | Oct. | Nov. | Dic. | Anual |
| --- | --- | --- | --- | --- | --- | --- | --- | --- | --- | --- | --- | --- | --- |
| Temp. máx. abs. (°C) | 18.9 | 21.4 | 24.0 | 32.2 | 31.8 | 35.2 | 37.5 | 37.0 | 31.8 | 28.2 | 24.2 | 21.7 | 37.5 |
| Temp. máx. media (°C) | 3.5 | 5.0 | 9.5 | 14.2 | 19.1 | 21.9 | 24.4 | 23.9 | 19.4 | 14.3 | 7.7 | 4.2 | 13.9 |
| Temp. media (°C) | 0.3 | 1.4 | 5.3 | 9.4 | 14.3 | 17.2 | 19.4 | 18.9 | 14.7 | 10.1 | 4.4 | 1.3 | 9.7 |
| Temp. mín. media (°C) | -2.5 | -1.9 | 1.6 | 4.9 | 9.4 | 12.5 | 14.5 | 14.2 | 10.5 | 6.6 | 1.7 | -1.2 | 5.9 |
| Temp. mín. abs. (°C) | -22.2 | -25.4 | -16.0 | -6.0 | -2.3 | 1.0 | 6.5 | 4.8 | 0.6 | -4.5 | -11.0 | -20.7 | -25.4 |
| Precipitación total (mm)                                                                                                   | 48 | 46 | 65 | 65 | 101 | 118 | 122 | 115 | 75 | 65 | 61 | 65 | 944 |
| Horas de sol | 79 | 96 | 133 | 170 | 209 | 210 | 238 | 220 | 163 | 125 | 75 | 59 | 1777 |
| Fuente n.º 1: DWD | | | | | | | | | | | | | |
| Fuente n.º 2: SKlima.de | | | | | | | | | | | | | |

## Economía

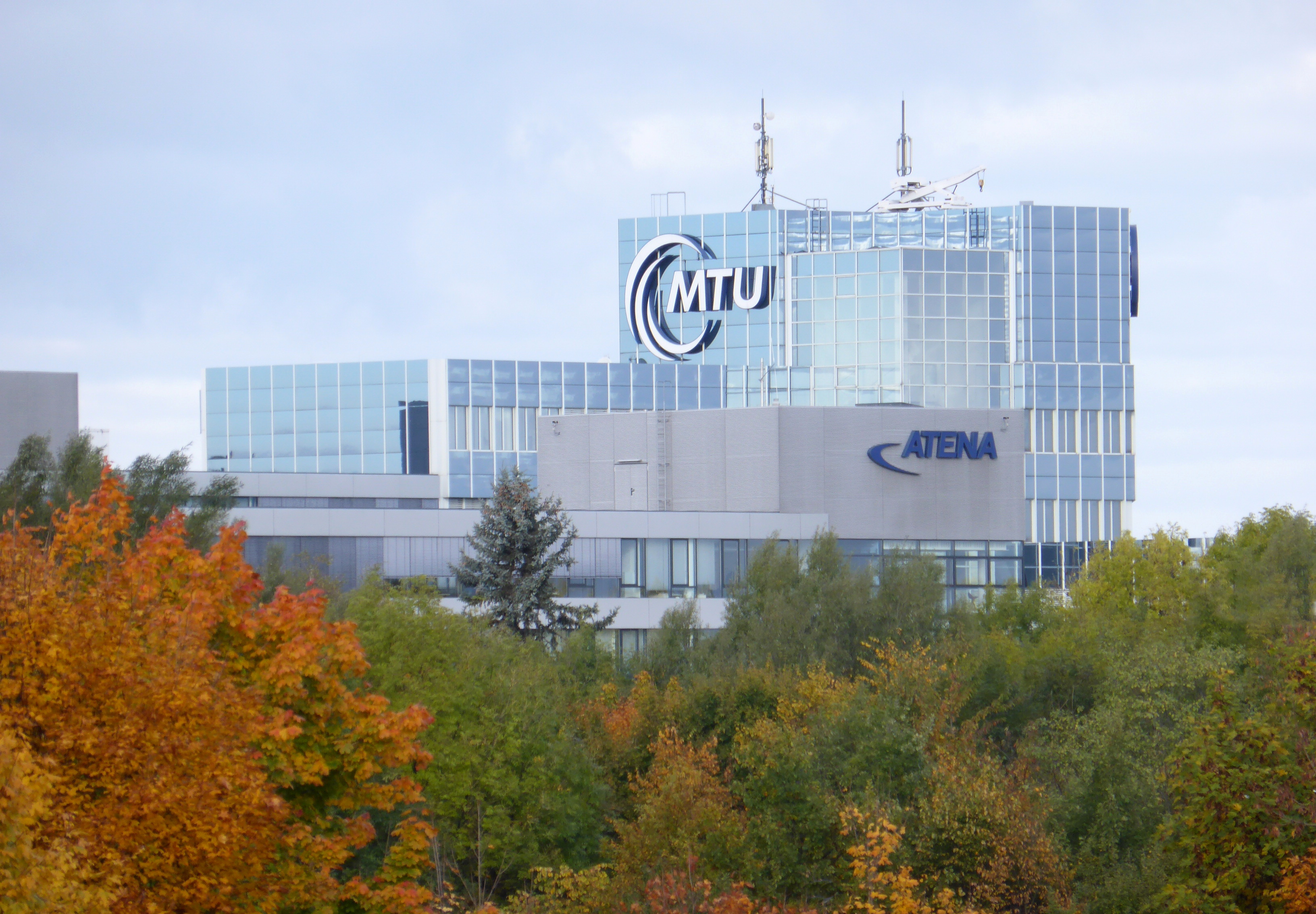
Sede central del fabricante de motores de aviones MTU, en Múnich.

Compañías multinacionales o de reconocido prestigio, con sede central en Múnich:
- ADAC, Club de Automóviles Alemán.
- Allianz.

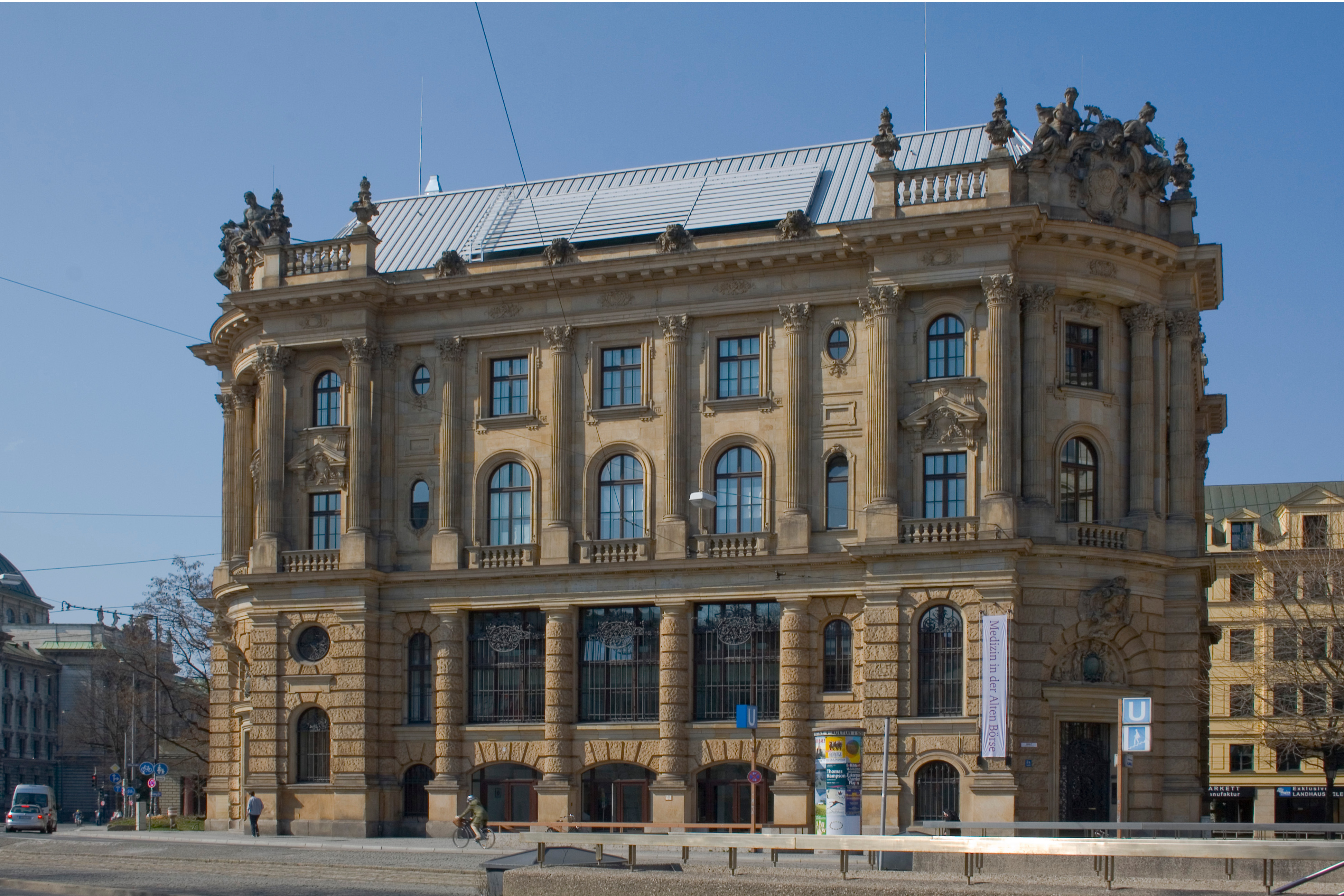
Antiguo edificio de la Bolsa de Múnich.

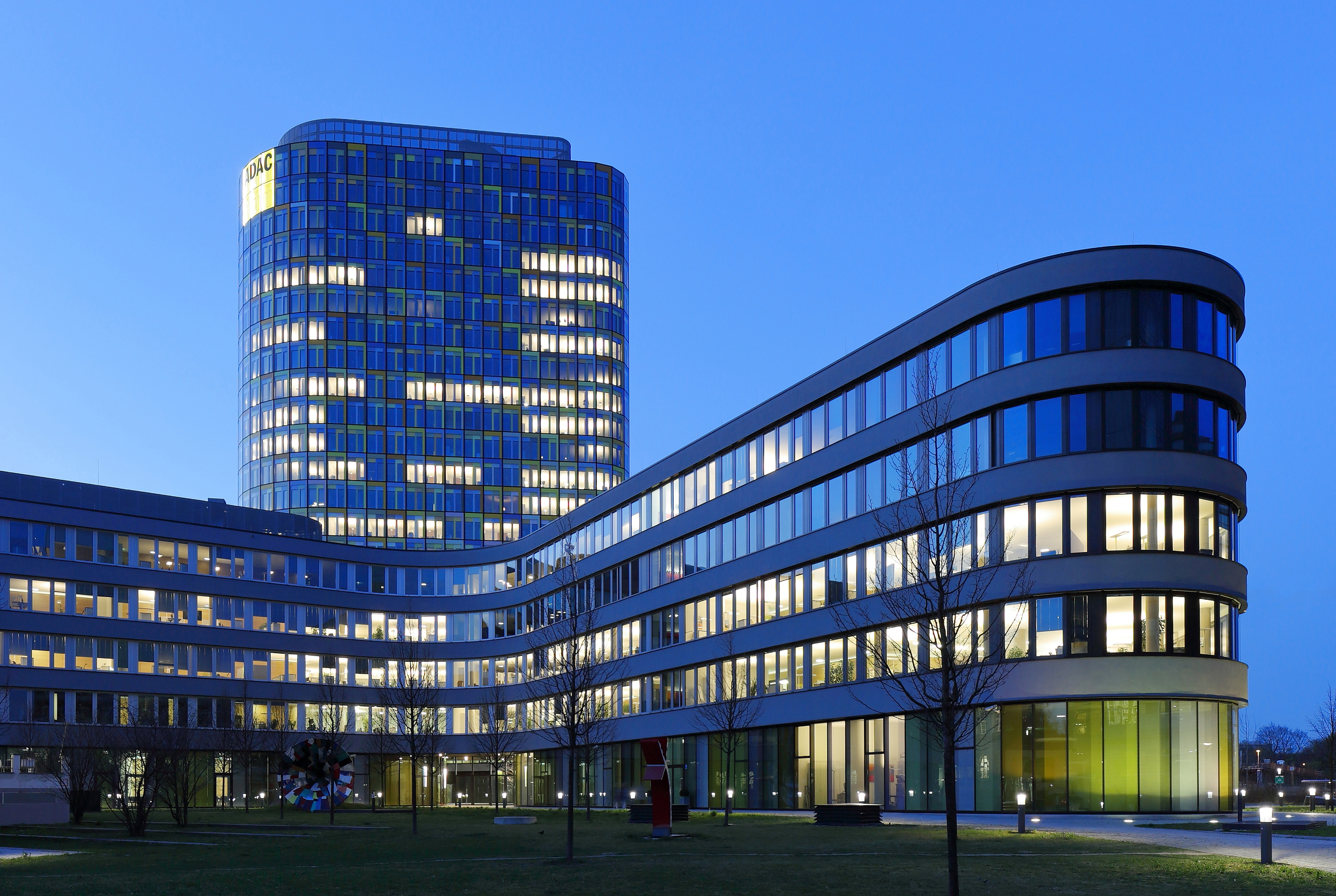
Oficinas del club automovilístico de Alemania (ADAC).

- Bayerische Landesbank (conocida como BayernLB).
- BMW.
- B/S/H/.
- Burda (propietaria de Xing).
- FlixMobility (propietaria de FlixBus).
- Infineon Technologies.
- MAN.
- MTU.
- Munich RE.
- Oficina Europa de Patentes.
- Osram.
- Paulaner.
- Rohde & Schwarz.
- Roland Berger.
- Siemens.
- Sixt AG.
- Süddeutsche Zeitung.
- TÜV SÜD.
- UniCredit Bank AG (conocida como HVB, HypoVereinsbank).
- Unify.
- Wirecard.

Múnich es un moderno centro económico. BMW (Bayerische Motoren Werke) y Siemens AG tienen aquí su sede principal. El gobierno local fomenta el desarrollo de la industria de alta tecnología y proyectos de investigación en los ámbitos de la biología, las tecnologías de la información, aeroespacial y automotriz.
La ciudad y sus alrededores constituyen una de las regiones con mayor concentración de riqueza en el mundo.
Uno de los elementos importantes de la economía local y regional lo conforman los Biergärten, donde los habitantes locales y regionales acuden y conviven, especialmente durante la primavera y el verano.
En los últimos años, el endeudamiento de la ciudad ha crecido hasta situarlo por encima del resto de las ciudades alemanas desde 2005.
La deuda por habitante se situaba entonces en los 2651 €/hab. seguida por Colonia (2571 €) y por la de Fráncfort del Meno (23138 €).
Como contrapartida, la ciudad dispone de una gran riqueza en activos en forma de participaciones en edificios y viviendas y en los servicios municipales.
Especialmente después de la Segunda Guerra Mundial, varias empresas que tenían su sede en Berlín o la República Democrática Alemana se trasladaron a Múnich.

## Infraestructuras

### Transportes

Red de metro de Múnich

Red de tranvía de Múnich

Como la mayoría de las ciudades alemanas, Múnich cuenta con un eficiente sistema de transporte público. La empresa que gestiona todo el transporte público es la MVV.
El aeropuerto Franz Josef Strauss de Múnich es el segundo del país, superado únicamente por el de Fráncfort del Meno. Para ir del aeropuerto al centro de la ciudad utiliza el Tren Rápido (líneas S1 o S8). Siguen distinto recorrido para llegar al aeropuerto, por lo que es conveniente consultar un plano de transportes para elegir la línea más favorable.
Además, el metro (U-Bahn), el tranvía (Tram) y el autobús cuentan con líneas extensas y puntuales que hacen del transporte público de Múnich una delicia. Muchos muniqueses prescinden por ello del coche y se desplazan con estos medios de transporte o en bicicleta (que tiene preferencia sobre peatones y automóviles).
Los precios son relativamente elevados, por lo que conviene informarse sobre los abonos para un día, para tres o para siete, de grupo o la Streifenkarte. Desde la plaza de María se cogen la mayoría los trenes suburbanos (S-Bahn) que te llevan por Múnich y alrededores y al aeropuerto, pero también dos líneas de metro.

#### Estadísticas de transporte público
De acuerdo con el reporte realizado por Moovit en julio de 2017, el promedio de tiempo que las personas pasan en transporte público en Múnich, por ejemplo desde y hacia el trabajo, en un día de la semana es de 56 min., mientras que el 11 % de las personas pasan más de 2 horas todos los días. El promedio de tiempo que las personas esperan en una parada o estación es de 10 min., mientras que el 6 % de las personas esperan más de 20 minutos cada día. La distancia promedio que la gente suele recorrer en un solo viaje es de 9.2 km, mientras que el 21 % viaja por más de 12 km en una sola dirección.

## Educación
|  | Universidad                   | Fundación | Acrónimo | Tipo                |
|  | ----------------------------- | --------- | -------- | ------------------- |
|  | Universidad de Múnich         | 1472      | LMU      | Universidad pública |
|  | Universidad Técnica de Múnich | 1868      | TUM      | Universidad pública |

## Cultura

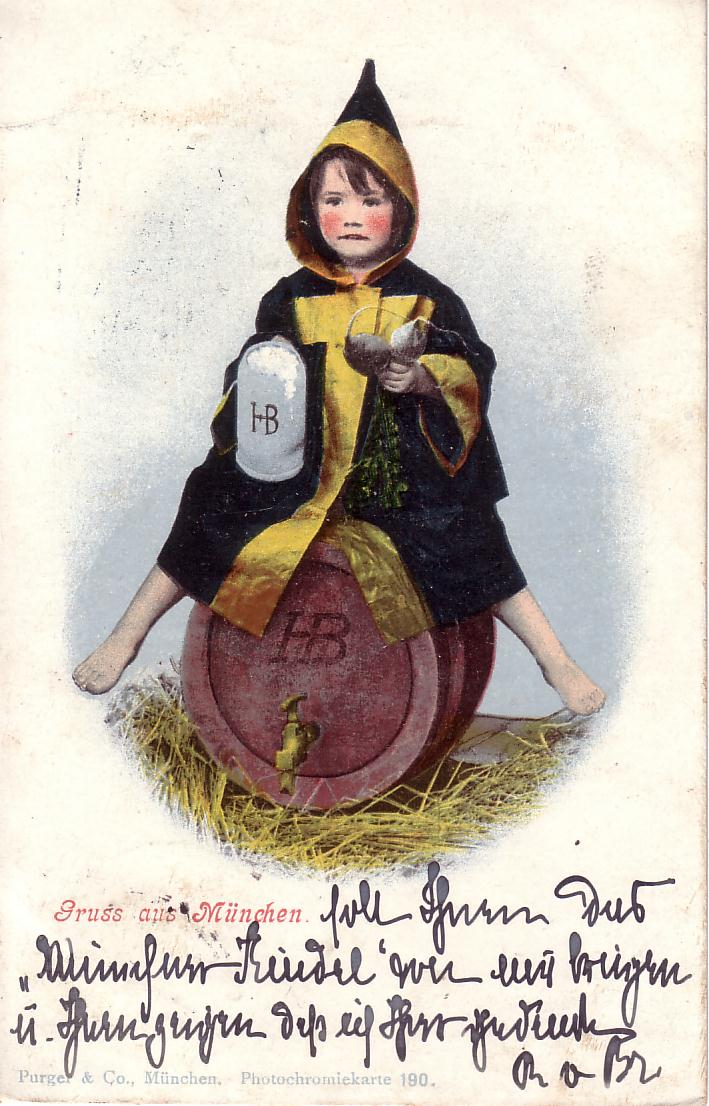
Representación del Münchener Kindl.

«Entre el arte y la cerveza, Múnich es como un pueblo acampado entre colinas», escribió Heinrich Heine hace más de 150 años - un presupuesto que sigue siendo pertinente. Entre la fiesta de la cerveza y la ópera, la Hofbräuhaus y la Pinacoteca, el BMW y el FC Bayern Múnich, la ciudad combina la fuerte tradición bávara con una frenética actividad económica y social. Múnich es una ciudad arraigada en el sur de Alemania y es conocida internacionalmente por sus colecciones de arte antiguo y clásico. Por lo tanto, la Alte Pinakothek, Neue Pinakothek, la Pinakothek der Moderne, y Lenbachhaus son algunos de los museos más famosos del mundo. El Deutsches Museum dedicado a la ciencia y la tecnología, con más de un millón de visitantes por año, es uno de los museos más visitados de Europa. La Gliptoteca de Múnich (Glyptothek) posee esculturas, mosaicos y relieves desde el periodo arcaico (650 a. C.) hasta la época romana (500 a. C.). Otros museos, pero también son parte de los museos más famosos de Alemania, como Völkerkundemuseum (Museo Etnológico), el Museo Nacional Bávaro, el Museo Paläontologisches (que presenta la colección prehistórica del Estado) y el Münchner Stadtmuseum (Museo de la Ciudad). También existen dentro de la ciudad el Teatro Nacional de Múnich de estilo clásico que alberga la Ópera Estatal de Baviera, y el Teatro Cuvilliés que es el recinto más importante en estilo arquitectónico rococó en Alemania.
Las productoras cinematográficas más importantes de Alemania están en Múnich.

### Arquitectura y urbanismo

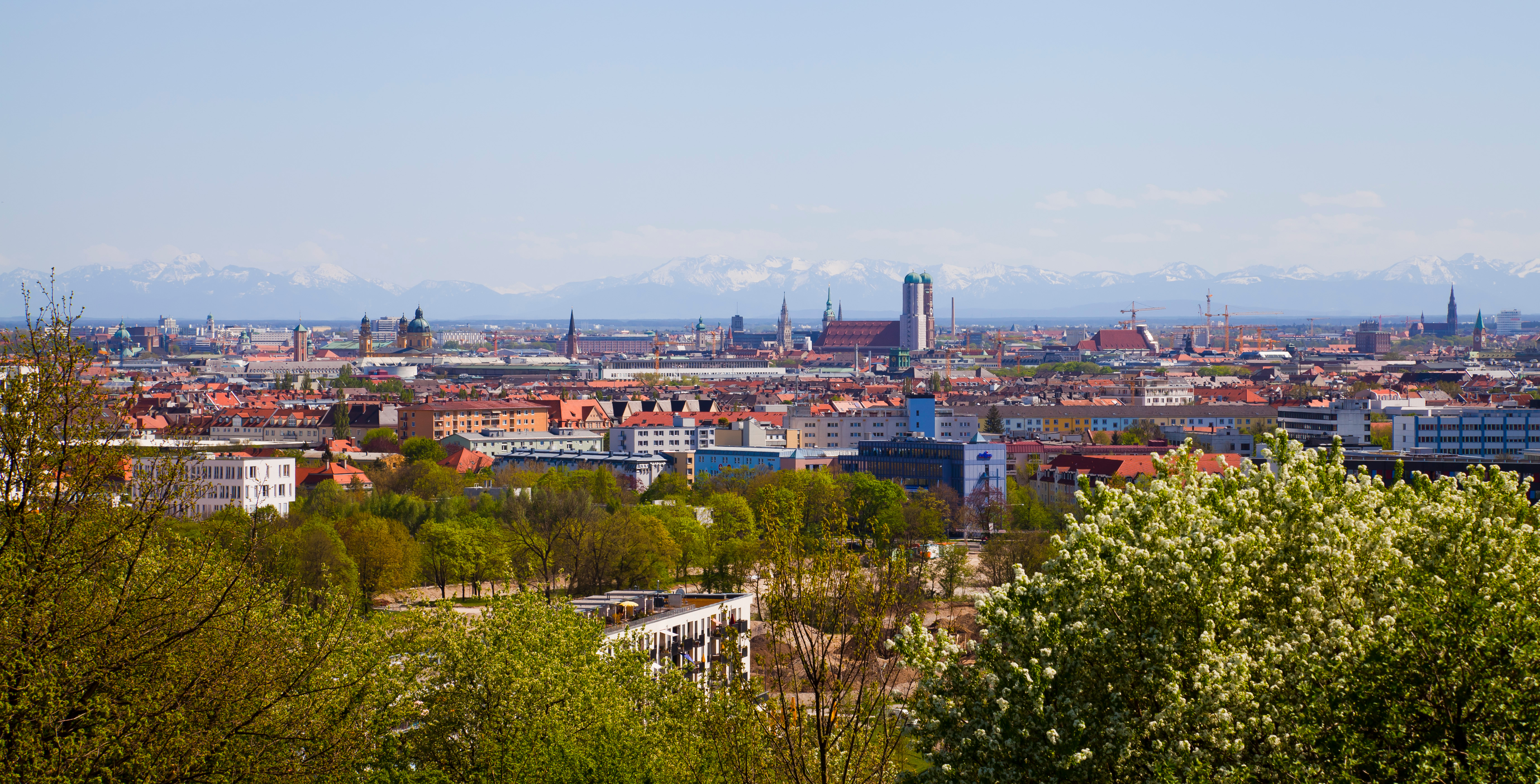
Múnich con la iglesia de Nuestra Señora (Frauenkirche) y la torre del Ayuntamiento, entre otros, y los Alpes al fondo.

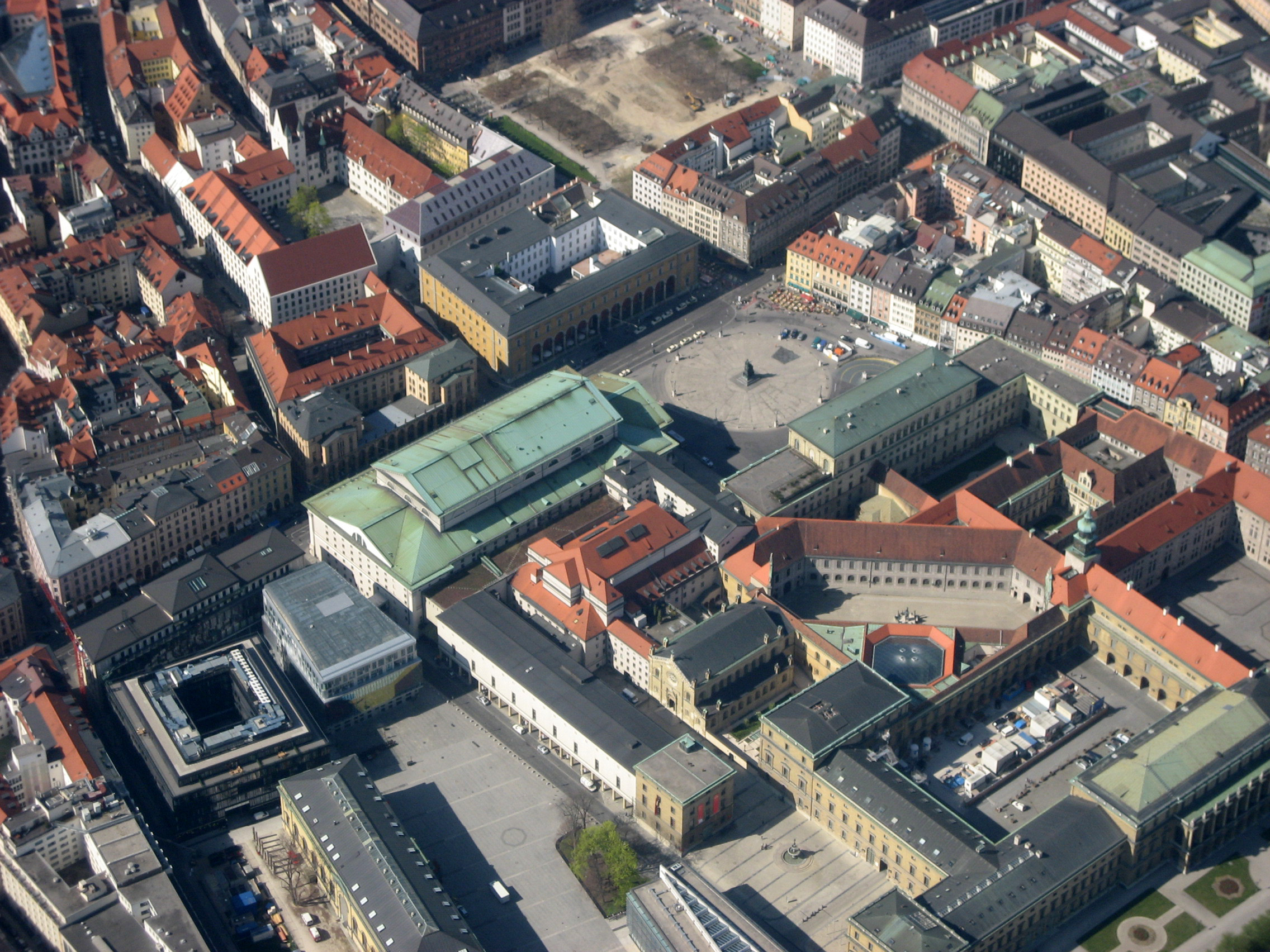
El complejo del Palacio Real y el Teatro Nacional.

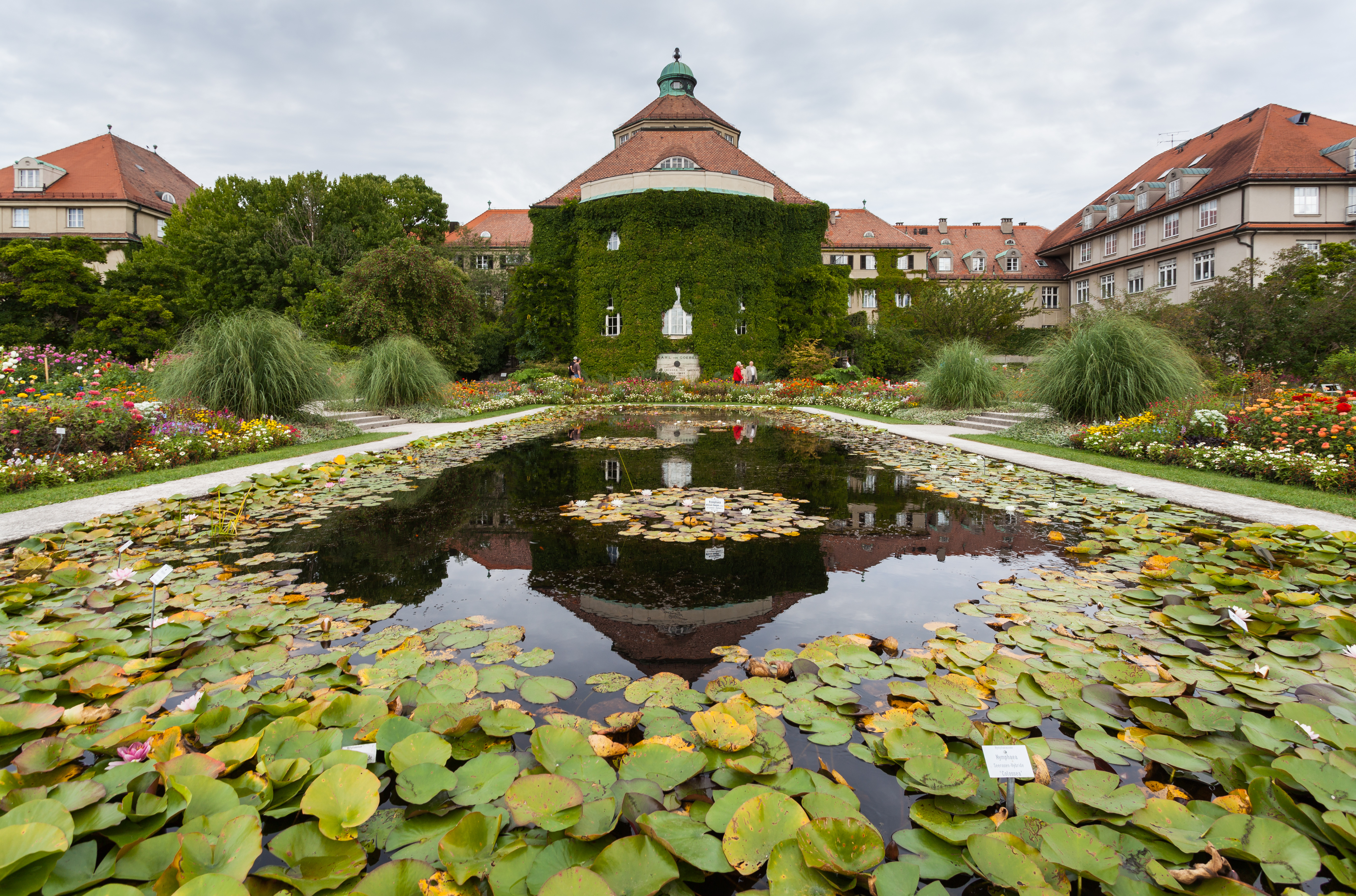
Jardín botánico.

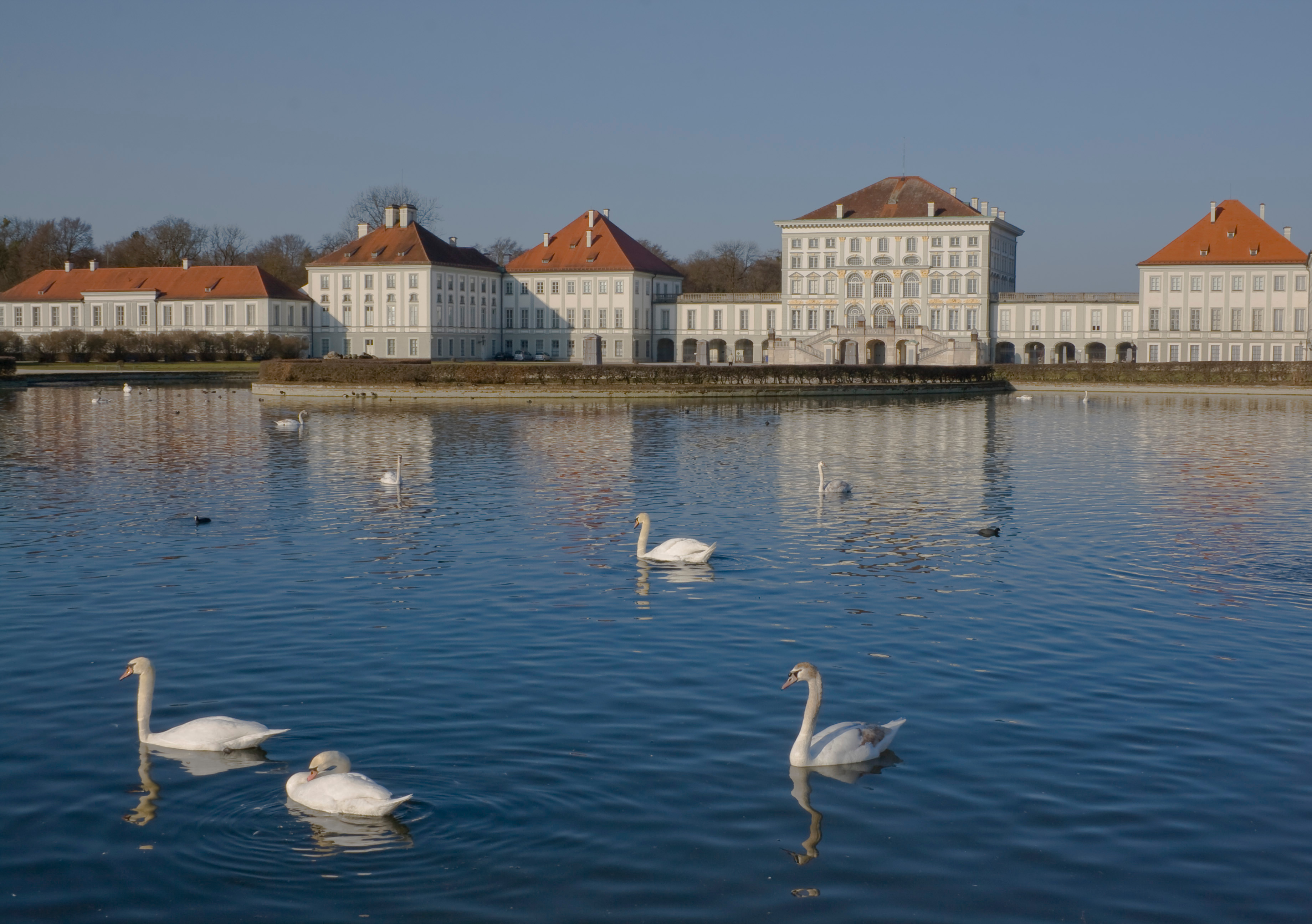
Exterior del Palacio de Nymphenburg.

El arquitecto y urbanista Theodor Fischer ideó el desarrollo de Múnich hacia finales del siglo XIX. Su obra sigue marcando el paisaje urbano de la ciudad.
La zona centro de Múnich se puede cruzar desde la Estación Central de Ferrocarriles (Hauptbahnhof) en dirección este, pasando por Karlsplatz y Karlstor (Puerta de Carlos) que entre 1319 y 1791 sirvió de puerta de entrada a la ciudad amurallada. Luego se continúa por la zona peatonal y comercial hasta la Plaza de María (Marienplatz) que desde la fundación de la ciudad es el centro geográfico y social. La preside el Nuevo Ayuntamiento (Rathaus) de estilo neogótico con su famoso carillón.
A pocos pasos se encuentra la Catedral de Nuestra Señora (Frauenkirche), uno de los íconos de la ciudad, con sus dos torres de 99 metros de altura que resultan visibles desde varios kilómetros a la redonda, gracias a una ley que impide construir edificios más altos que la catedral en el casco urbano y parte de las afueras. Un par de cuadras al sur está el mercado de alimentos (Viktualienmarkt) que en sus orígenes fue un tradicional mercado de campesinos, siendo hoy día un mercado muy popular entre los amantes de la buena comida.
Otros centros religiosos con una destacada arquitectura son la Iglesia de San Miguel, la Iglesia de la Santa Cruz y la Peterskirche que es la iglesia más antigua de la ciudad y que cuenta con un mirador. También está la Theatinerkirche St. Kajetan, iglesia con torres de color dorado y una cúpula verdosa.
La ciudad cuenta con varios parques entre los que se destaca el Jardín Inglés (Englischer Garten), es el parque central de la ciudad atravesado por el arroyo Eisbach. Es uno de los parques, dentro de una ciudad, más grandes del mundo. También es importante el Palacio Real de Múnich (Residenz) en el centro neurálgico de la ciudad, así como el del Palacio de Nymphenburg, antigua residencia de verano de los reyes de Baviera.

### Gastronomía

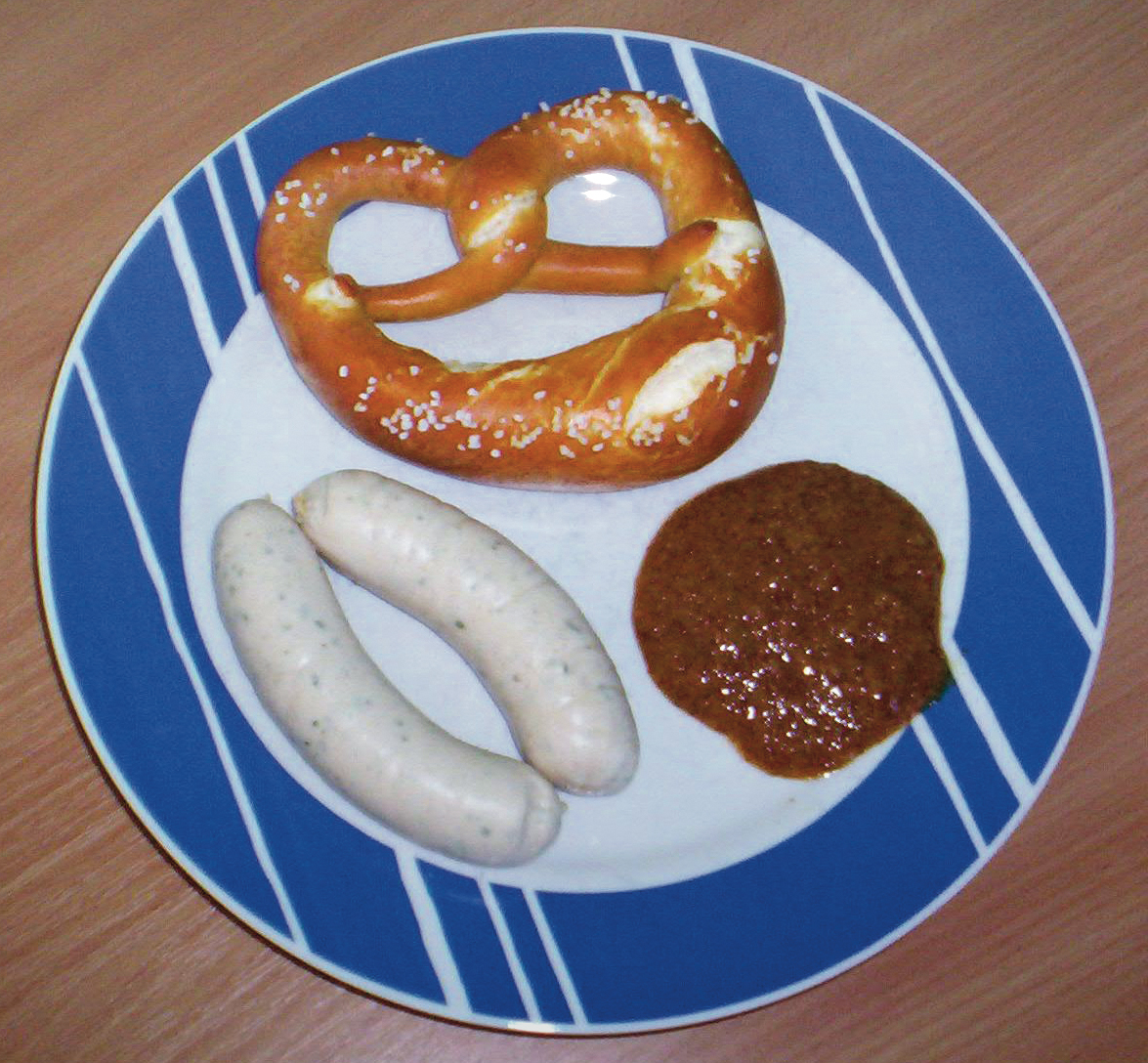
Weißwurst con un bretzel y mostaza dulces.

Son típicas las salchichas blancas cocidas (Weißwurst) que tienen su origen en Múnich en 1857. Están hechas de carne de ternera finamente picada, manteca de cerdo y especias. Tiene un color gris claro debido a que no se sala. Son muy parecidas a las Wollwurst y las Stockwurst. Se cocinan tradicionalmente de madrugada y se consume por la mañana como merienda en los mercados y en las tabernas con mostaza dulce, Brezn y cerveza de trigo.
El Leberkäs, una especie de embutido caliente, es otra de las especialidades de esta ciudad, acompañado normalmente un panecillo (Leberkässemmel). Su característica fundamental es su forma de caja que la diferencia de la mayoría de las salchichas cocidas.
La cerveza es la bebida más típica de la gastronomía de Múnich. La más bebida es la Helles, una cerveza de baja fermentación, pero también es muy conocida la Weißbier, de alta fermentación en la cual el 50% del cereal debe de ser trigo. El duque Guillermo IV de Baviera promovió la nueva ley que fijaba la composición de la cerveza. Aún se sigue esta «ley de la pureza» (Reinheitsgebot) para producir la cerveza. La medida mínima en las que se venden las Helles es de medio litro, tanto en jarra como en botella. Por otro lado, en las tabernas es habitual pedir jarras de 1 litro, denominadas Maß, típica de la zona de Bavaría. A pesar de la ley de pureza de la cerveza, es muy frecuente el consumo de cervezas mezcladas, como Helles con Zitronenlimonade llamada Radler que viene de la palabra ciclista, consiste en cerveza mezclada con refresco de limón. Otras mezclas son la Colaweisen o Nega, este último término en Bávaro; es la mezcla de la Weißbier con refresco de cola, otra mezcla única en Múnich es pedir un Russ que es Weißbier con Zitronenelimonade que proviene de la Revolución de Noviembre de 1917, donde los festejos por el triunfo del socialismo y la caída de la monarquía alemana, terminaron con las existencias de cerveza, teniendo las tarbernas que mezclar la cerveza para alargar las existencias. Las marcas tradicionales de la ciudad son: Löwenbräu, Paulaner, Spatenbräu, Augustiner, Hofbräu y Hacker-Pschorr, teniendo todas ellas fábricas en la ciudad.

### Deportes

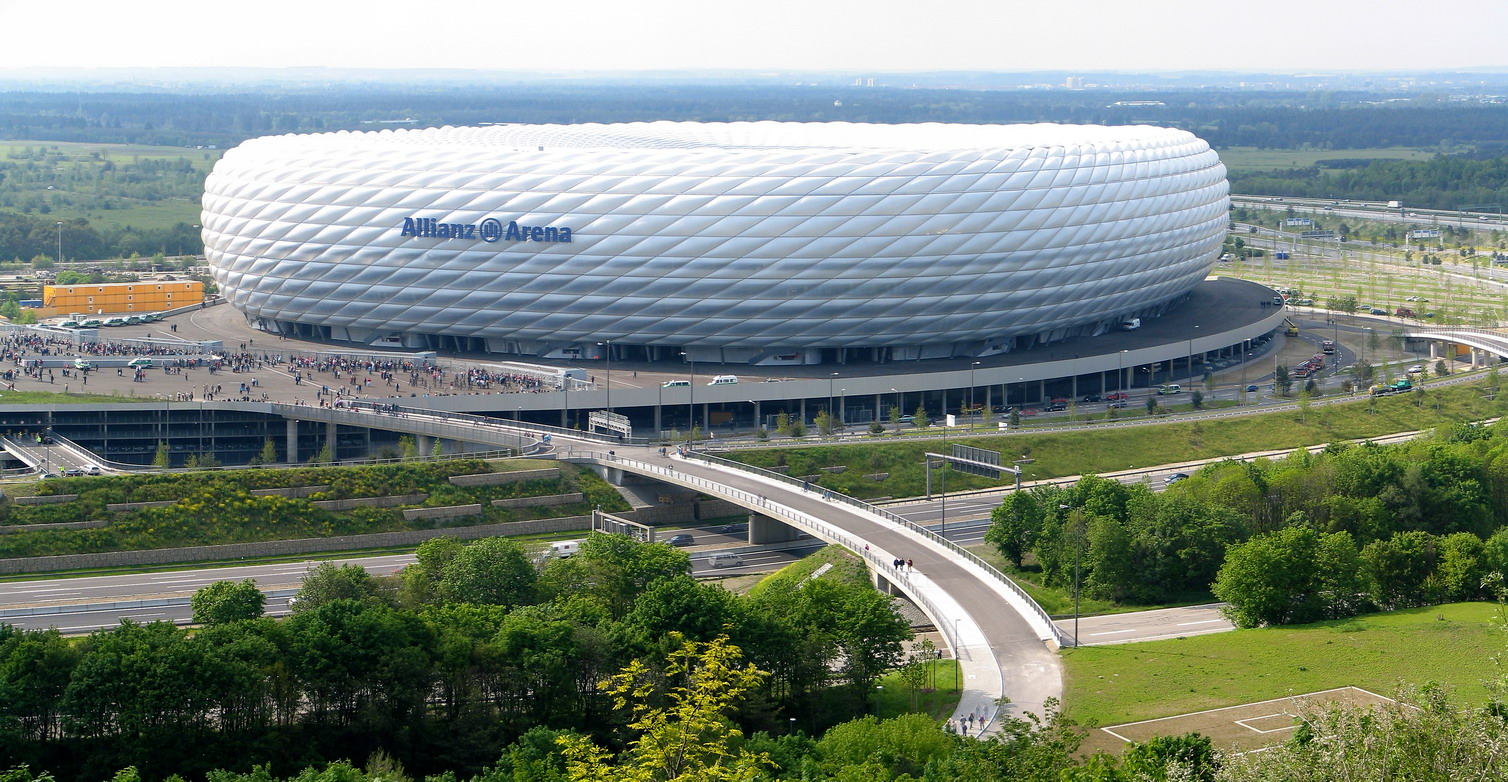
Allianz Arena en Múnich.

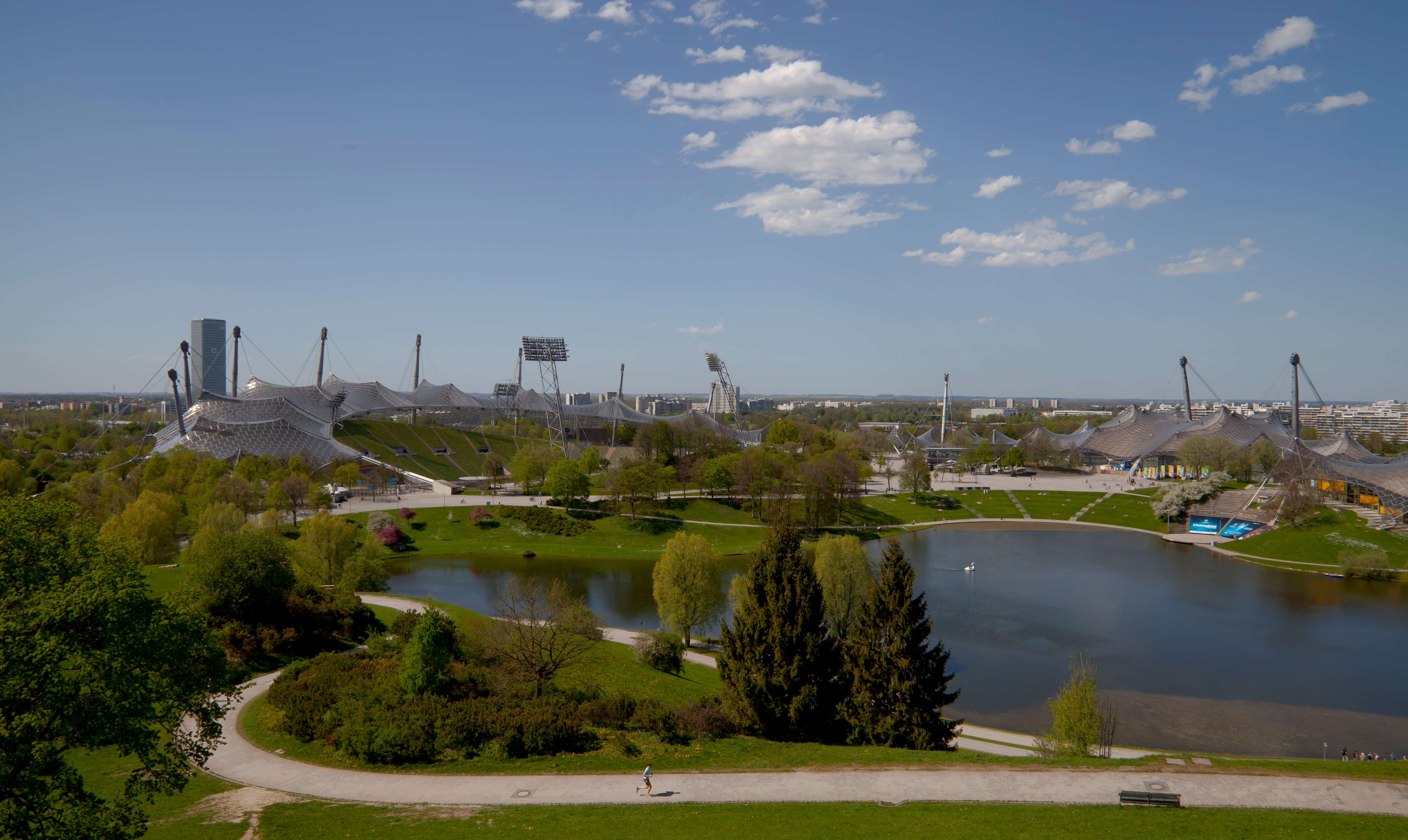
Parque Olímpico.

El Bayern Múnich es el club de fútbol más exitoso de Alemania y el que más veces ha ganado la Bundesliga.
En la ciudad se destacan dos centros deportivos de primer orden: el Parque Olímpico, complejo deportivo de 3 km² de superficie, construido para los Juegos Olímpicos de Verano en 1972 y el Allianz Arena, estadio ultramoderno construido para la Copa Mundial de Fútbol de 2006. También es el estadio del 1860 Múnich que actualmente juega en la 3. Bundesliga.

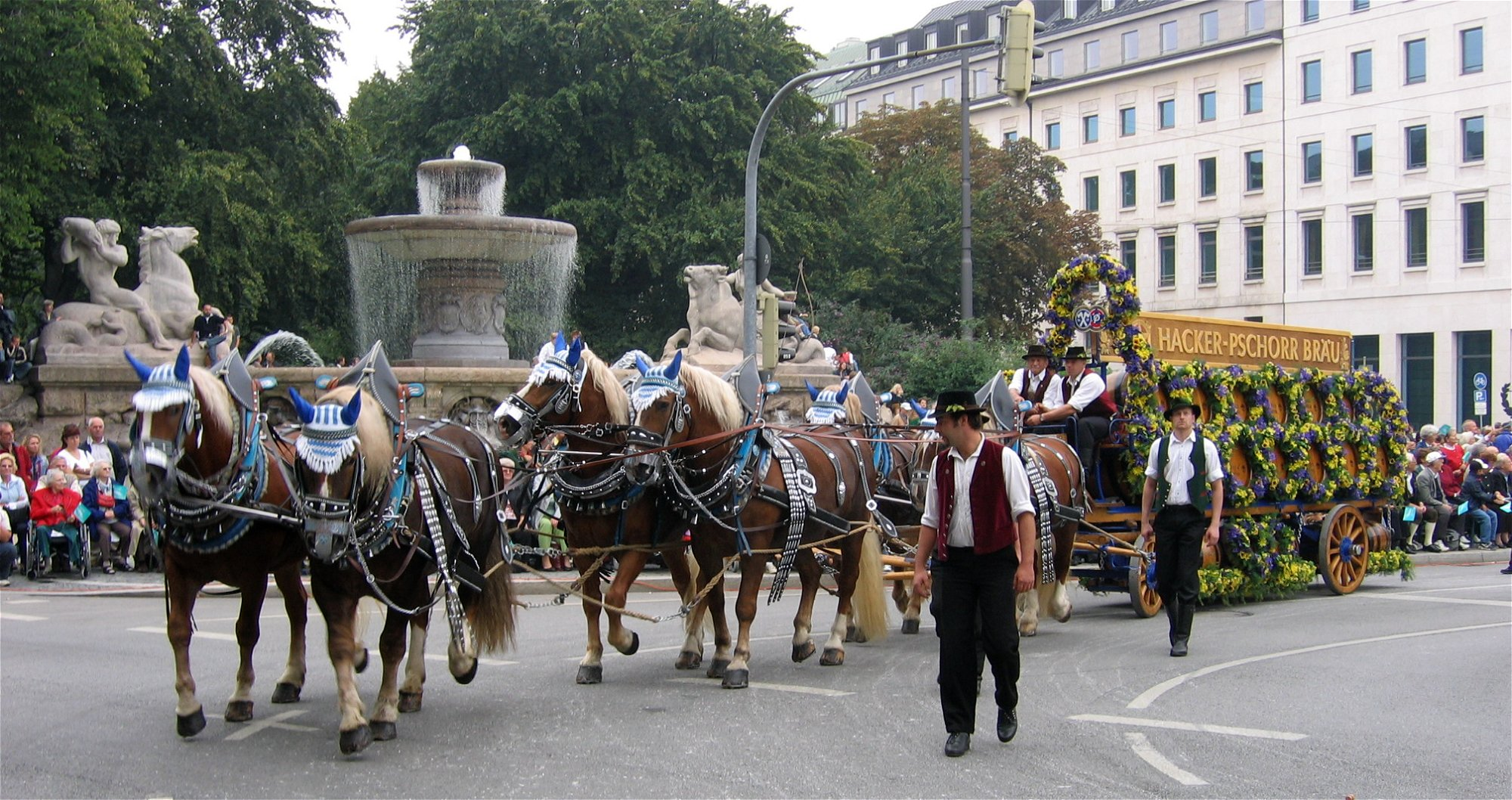
Carruaje de Hacker-Pschorr durante el desfile de inicio de la fiesta de la cerveza.

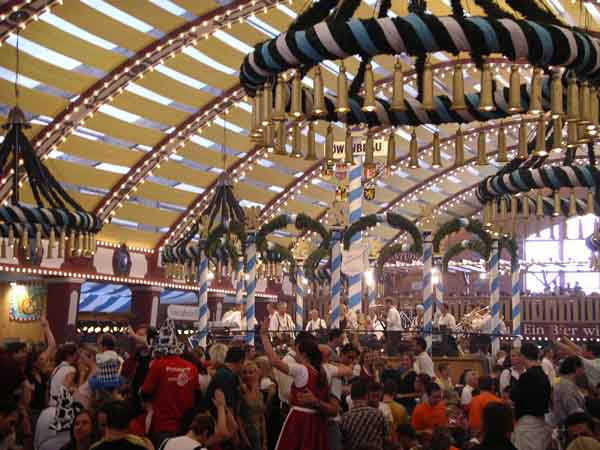
Interior de una carpa durante el Oktoberfest

### Eventos
Estas son algunas de las actividades culturales más destacadas que regularmente tienen lugar en la ciudad durante el año:
- Carnaval: Baile de las mujeres del mercado (Tanz der Marktfrauen) y actividades lúdicas en el Viktualienmarkt.
- Febrero/marzo: Fiesta de la cerveza fuerte (Starkbierfest), especialmente en el Nockherberg, sede de la cervecería Paulaner.
- Abril: Fiesta de primavera (Frühlingsfest) en la Theresienwiese.
- Abril/mayo: Mercado tradicional en la Mariahilfsplatz, llamado Auer Dult.
- Mayo: Fiesta cultural y familiar del primero de mayo en la Marienplatz.
- Mayo: Bienal de Múnich, muestra internacional de teatro musical que se celebra cada dos años desde 1988.
- Mayo/agosto: Bladenight, salida nocturna en patines.
- Mayo/junio: StustaCulum, el festival universitario más grande de Alemania en Studentenstadt, la residencia de estudiantes más grande del país.
- Junio: Streetlivefestival en la Leopoldstraße.
- Junio: Festival del cómic.
- Junio/julio: Tollwood en el Olympiapark.
- Julio: Christopher Street Day, día del orgullo gay.
- Julio: Fiesta japonesa. Tiene lugar el tercer domingo en la caseta detrás de la Casa del Arte (Haus der Kunst).
- Julio: Auer Dult.
- Julio: Festival musical Bell'Arte en el patio de la Residenz.
- Agosto: Fiesta de verano en el Parque Olímpico.
- Agosto: Theatron MusikSommer - un mes de conciertos diarios en el Parque Olímpico. Es gratis y tocan dos grupos al día.
- Agosto: Fiesta de verano en el Viktualienmarkt.
- Agosto: LILALU, festival infantil y de circo en el Parque Olímpico.
- Septiembre: Streetlivefestival en la Leopoldstraße.
- Septiembre/octubre: Oktoberfest, fiesta de la cerveza en el Theresienwiese (die Wies'n). Atrae a visitantes de todo el mundo.
- Septiembre/octubre: Auer Dult.
- Noviembre/diciembre: SPIELART, festival de teatro de Múnich.
- Noviembre/enero: Tollwood en la Theresienwiese.
- Diciembre: Mercado de Navidad (Christkindlmärkte).

Además hay que hacer una especial atención al festival de Opera (Opernfestspiele) y a la muestra de Cine (Filmfest).

### Símbolos
El escudo de la ciudad muestra en color plateado un monje benedictino con el hábito negro de contorno dorado y zapatos rojos. En la mano izquierda sostiene un libro de juramento y levanta la derecha para hacerlo.
El escudo oficial actual fue confeccionado en 1957 y se llama escudo pequeño. También existe el que, por el contrario, recibe el nombre de escudo grande, utilizado solamente en ocasiones especiales. En él aparece, sobre fondo plateado, un portal rojo con las puertas abiertas y custodiado por dos torres con una tabla rayada de colores negro y dorado. Sobre el portal figura un león dorado coronado. En la puerta se puede ver el monje que también aparece en el escudo pequeño.
La evolución con el paso del tiempo de las representaciones no oficiales del monje que aparecen en el escudo, por parte de distintos artistas, dio lugar a la figura del niño muniqués (Münchener Kindl). El personaje central de escudo se convierte en el niño, del que se derivan varias representaciones gráficas.
Los colores de la ciudad son el negro y el dorado y corresponden con los colores del Sacro Imperio Romano Germánico.

## Ciudades hermanadas
Hermanamientos de Múnich:
- Edimburgo (Escocia, desde 1954).
- Verona (Italia, desde 1960).
- Burdeos (Francia, desde 1964).
- Sapporo (Japón, desde 1972).

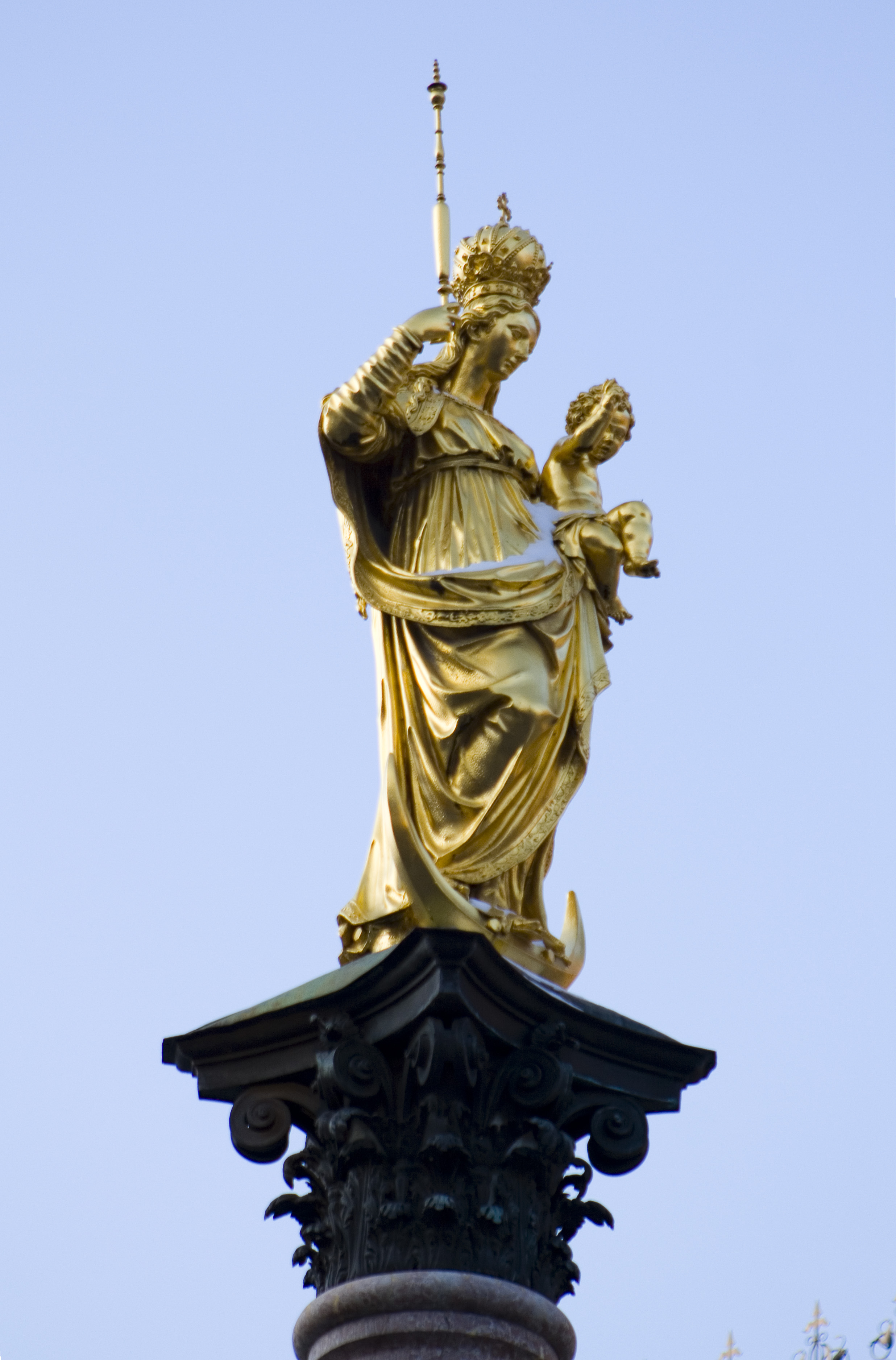
La Virgen de Múnich en la Columna de María

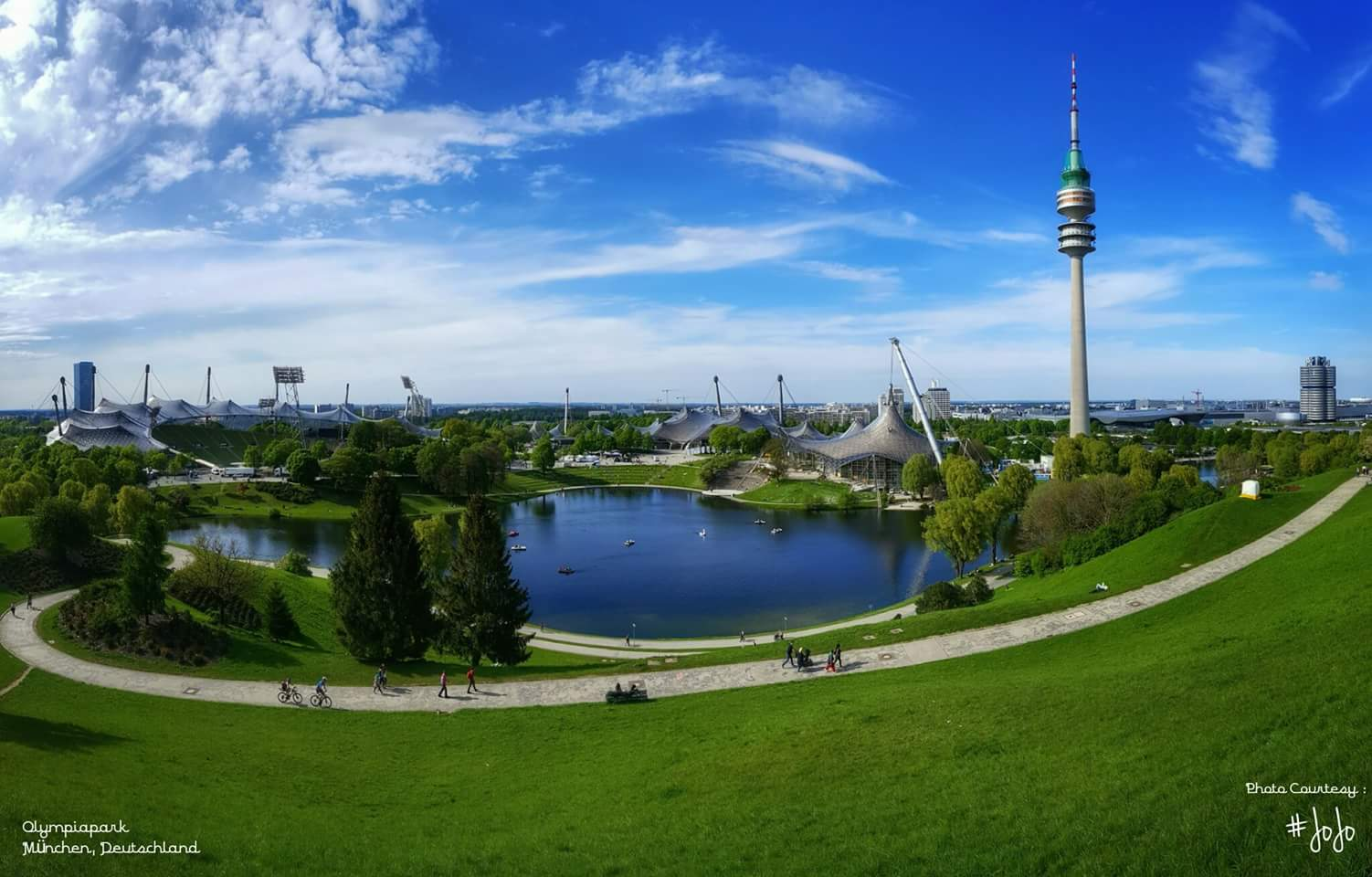
Olympia Park en Múnich.

- Cincinnati (Estados Unidos, desde 1989).
- Kiev (Ucrania, desde 1989).
- Harare (Zimbabue, desde 1996).
- Be'er Sheva (Israel, desde 2021).